# 1897–1898-as Challenge Kupa
Az 1897–1898-as Challenge Kupa volt a sorozat első kiírása. Ekkor még csak osztrák klubok vettek részt. A győztes a rendező Vienna Cricket and Football Club, ismertebb nevén Cricketer csapata lett.

## Mérkőzések

### Elődöntők
| 1897. november 14. |

| Rasenspielclub Training | 0–5 | FC 98                                      |
| ----------------------- | --- | ------------------------------------------ |
|                         |     | Sonnenschein (3 vagy 4) Pollack (2 vagy 1) |

| Bécs, Prater, Forstwiese |

| 1897. november 15. |

| Vienna Cricket FC                             | 3–2   | First Vienna FC             |
| --------------------------------------------- | ----- | --------------------------- |
| Mollisch (1-0, öngól) Gandon (2-0) Nash (3-2) | (2–1) | Gindl (2-1) Nicholson (2-2) |

| Bécs, Prater, Jesuitenwiese |

## Döntő
| 1897. november 21. 15:30 |

| Vienna Cricket FC                                                     | 7–0 | FC 98 |
| --------------------------------------------------------------------- | --- | ----- |
| Blakely (1-0) Blakely (2-0, 11-esből) Gandon (3-0) Nash Shire Blakely |     |       |

| Bécs, Prater, Forstwiese |